# Семплікевич Наталя Олександрівна
Наталя Семплікевич (1888 - 1955) - дослідниця та популяризатор української вишивки, фотограф.

## Біографія
Народилася в родині генерал-майора юстиції Олександра Семплікевича. Родина мешкала у маєтку в с. Хоробичі Городнянського повіту Чернігівської губернії.
Відомо, що Наталя викладала в місцевому "училищі" та керувала місцевим хором. 

Була  організатором  кустарного  осередку  в  с.  Хоробичи  
«Мені  доводилося спостерігати, з якою любов’ю мої молоді майстрині розшукували для мене зразки вишивок серед старовинних тканин своїх бабусь і матерів; суворо витримуючи стиль, вони навіть вдавалися до різноманітних нових  комбінацій.  Наслідком  цього  було одне вельми відрадне явище: в той час, коли я збирала та комбінувала типові орнаменти для наших кустарних виробів, сільські дівчата стали користуватися моїми зразками для своїх же робіт, і старовинні узори все частіше й частіше стали з’являтися у них в одязі (на рукавах сорочок, фартухах, платках та ін.)».
Рано зацікавилася фотографією, що було дуже прогресивно для жінки того часу. Учасниця першої Чернігівської фотовиставки у грудні 1911 р. Фото Наталії Семплікевич публікувалися в ілюстрованому щотижневику "Новое время" - зокрема, в 1914-1915 рр. тематика фоторобіт була повʼязана з Першою світовою ("Сбор пожертвований на нужды войны", "Крестьянския девушки шьют в доме помещика белье для воинов", "Дед благословляет внука, призваннаго в ряды армии" тощо). 
Фотографії, зроблені Наталею Семплікевич зберігаються в багатьох музеях України та в Російському етнографічному музеї (м. Санкт-Петербург). В Чернігівському обласному історичному музеї є фотоальбом, виготовлений до 50-річчя скасування кріпосного права (1911р.), куди увійшло 63 фотографії Наталії Семплікевич. Це портрети, епізоди з повсякденного життя хоробичан.

## Праці
"Постепенное вымирание и начало возрож-дения  народного  узора  в  женских  рукоделиях" //  Труды  ІІІ-го  Всероссийского  съезда  деятелей  по  кустарной  промышленности  в  С.-Петербурге  /  Н.  А.  Семпликевич.  –  Санкт-Петербург, 1913.
1. ↑  Музей Российской Фотографии. Музей Российской Фотографии (рос.). Процитовано 11 квітня 2025.
2. ↑  Л.А.Дорохина. Развитие любительского хорового пения на Черниговщине в нач.ХХ ст (PDF).
3. 1 2  МАРИНА ОЛІЙНИК. УКРАЇНСЬКИЙ ОДЯГ У СИСТЕМІ МІСЬКОЇ КУЛЬТУРИ КИЄВА (ДРУГА ПОЛОВИНА ХІХ –  ПОЧАТОК ХХІ СТОЛІТТЯ) (PDF). Національна академія наук України, Інститут мистецтвознавства, фольклористики та етнології ім. М. Т. Рильського.
4. ↑  Журнал "Фотографические новости", №2. 1912. с. 39.
5. ↑  1914 г. Новое Время, 8-го Ноября (21-го). Иллюстрированное приложение. № 13887.
6. ↑  1915 г. Новое Время, 7-го Февраля. Иллюстрированное приложение. № 13976.
7. ↑  1915 г. Новое Время, 18-го Апреля. Иллюстрированное приложение. № 14045.
8. ↑  Фотоальбом з села Хоробичі – Чернігівський обласний історичний музей ім. В.В. Тарновського (укр.). Процитовано 11 квітня 2025.